# Decatropis
Decatropis es un género con tres especies de plantas de flores de la familia Rutaceae. 

## Especies seleccionadas
- Decatropis bicolor
- Decatropis coulteri
- Decatropis paucijuga